# Serkan Çalik
Serkan Çalık (ur. 15 marca 1986 w Dinslaken) – turecki piłkarz występujący na pozycji pomocnika. Zawodnik Kırklarelisporu. Oprócz tureckiego posiada także obywatelstwo niemieckie.

## Kariera klubowa
Serkan jako junior grał w klubach TV Jahn Hiesfeld, VfB Lohberg, MSV Duisburg oraz Borussia Mönchengladbach. Latem 2004 roku przeszedł do juniorskiej ekipy Rot-Weiss Essen, a w kwietniu 2005 został włączony do jego pierwszej drużyny. W 2. Bundeslidze zadebiutował 22 kwietnia 2005 w przegranym 0:2 meczu z Alemannią Akwizgran. W sezonie 2004/2005 rozegrał trzy ligowe spotkania, a jego klub zajął 17. miejsce w klasyfikacji końcowej 2. Bundesligi i spadł do Regionalligi Nord. Wówczas Serkan stał się podstawowym graczem Rot-Weiss Essen. W 2006 roku powrócił z klubem do 2. Bundesligi. W sezonie 2006/2007 uplasował się z nim jednak na 15. pozycji w ligowej tabeli i spadł do Regionalligi Nord. Wówczas odszedł z klubu.
Na zasadzie wolnego transferu przeszedł do tureckiego Galatasaray SK. W pierwszej lidze tureckiej zadebiutował 12 sierpnia 2007 w wygranym 4:0 meczu z Rizesporem. 11 listopada 2007 w wygranym 3:2 spotkaniu z Gençlerbirliği Ankara strzelił pierwszego gola w trakcie gry w tureckiej ekstraklasie. W kwietniu 2008 doznał kontuzji, która wykluczyła go z gry do końca sezonu 2007/2008, w którym zdobył z klubem mistrzostwo Turcji, a także na cały następny. Zawodnikiem Galatasaray był do 2010 roku.
Następnie występował w także pierwszoligowym Gençlerbirliği SK, a także w drugoligowych drużynach Kayseri Erciyesspor, Şanlıurfaspor, Samsunspor, Yeni Malatyaspor oraz Sarıyer GK. W 2016 roku przeszedł do Kırklarelisporu.

## Kariera reprezentacyjna
Serkan rozegrał pięć spotkań i zdobył jedną bramkę w reprezentacji Niemiec U-21. W styczniu 2008 podjął decyzję o grze w reprezentacji Turcji. W 2008 roku zadebiutował w reprezentacji Turcji B.